# Уолл, Джордж
Джордж Уо́лл (англ. George Wall; 20 февраля 1885, Болдон-Коллиери, Дарем, Англия — апрель 1962, Манчестер, Англия) — английский футболист, левый крайний нападающий, наиболее известный по своим выступлениям за английский клуб «Манчестер Юнайтед».

## Клубная карьера
Джордж родился 20 февраля 1885 года в Болдон-Коллиери неподалёку от Сандерленда (графство Дарем) в семье шахтёра. Начал играть в футбол в местной команде «Болдон Ройал Роверс». С 1901 по 1903 год выступал за «Уитберн». В сентябре 1903 года перешёл в «Джарроу». Через два месяца, в ноябре 1903 года Джордж стал игроком клуба Второго дивизиона «Барнсли». Провёл в команде три сезона, сыграв в общей сложности  82 матча а забив 25 мячей.
1 апреля 1906 года перешёл в «Манчестер Юнайтед» за 175 фунтов стерлингов. Дебютировал за клуб 7 апреля 1906 года в матче против «Клэптон Ориент», забив единственный гол в этой игре. Сразу же стал игроком основного состава и одним из ключевых футболистов в команде Эрнеста Мэнгналла,  которая завершила сезон 1905/06 на 2-м месте во Втором дивизионе и вышла в высший дивизион. Уолл, присоединившийся к команде только в конце сезона, провёл за команду 6 матчей и забил 3 мяча в апреле 1906 года (в этих шести матчах «Юнайтед» потерял только 1 очко).
В сезоне 1906/07 Уолл сыграл во всех без исключения матчах «Манчестер Юнайтед» (другим таким игроком был вратарь Гарри Могер), забив 13 мячей, в том числе хет-трик в матче против «Уэнсдей» 10 апреля 1907 года). Команда финишировала на 8-м месте в Первом дивизионе.
В сезоне 1907/08 «Манчестер Юнайтед» впервые в своей истории стал чемпионом Англии, опередив ближайших преследователей на 9 очков. Этот сезон также стал одним из самых продуктивных в карьере Уолла, забившего 23 мяча в 42 матчах (лучшим бомбардиром команды, однако, стал Сэнди Тернбулл, забивший 27 мячей).
В  сезоне 1908/09 «Юнайтед» завершил чемпионат только на 13-м месте, однако команда удачно выступила в Кубке Англии, обыграв в финальном матче «Бристоль Сити». Уолл завершил сезон с 11 забитыми мячами, в том числе с одним хет-триком (в матче против «Лестер Фосс» 12 декабря 1908 года).
В  сезоне 1909/10 команда заняла 5-е место в чемпионате, а Уолл забил 14 мячей, став лучшим бомбардиром клуба.
В  сезоне 1910/11 «Манчестер Юнайтед» вновь стал чемпионом Англии. Уолл забил в том сезоне 6 мячей.
В последующие четыре предвоенных сезона «Юнайтед» не выигрывал трофеев. Уолл продолжал оставаться игроком основного состава до момента прекращения официальных турниров в 1915 году в связи с войной. В общей сложности Джордж Уолл провёл в «Манчестер Юнайтед» десять сезонов, сыграв 319 матчей и забив 100 мячей.
После окончания войны, в марте 1919 года, 34-летний Уолл был продан в «Олдем Атлетик» за 200 фунтов стерлингов. Провёл два сезона на «Баундари Парк», сыграв в 76 матчах и забив 12 мячей.
Сезон 1921/22 провёл в шотландском клубе «Гамильтон Академикал», сыграв за команду 34 матча и забив 6 мячей в рамках шотландского чемпионата. В июне 1922 года перешёл в клуб Третьего северного дивизиона Футбольной лиги Англии «Рочдейл». По окончании сезона завершил профессиональную карьеру футболиста.
В дальнейшем продолжал выступать за любительские команды, в частности, за команду Лиги графства Чешир «Аштон Нейшнл», а также за футбольную команду работников Судоходного канала Манчестера, в доках которого он трудился (Уолл «на протяжении долгих лет» работал на причалах Солфорда).

## Карьера в сборной
27 марта 1907 года Джордж Уолл дебютировал за национальную сборную Англии в матче против Уэльса на стадионе «Крейвен Коттедж». 3 апреля 1909 года сделал «дубль» в ворота Шотландии на стадионе «Кристал Пэлас». Последний матч за сборную провёл 15 февраля 1913 года (это была игра против Ирландии). В общей сложности сыграл за сборную 7 матчей и забил 2 мяча.
Кроме того, Уолл провёл пять матчей за сборную Футбольной лиги Англии.

## Первая мировая война
Летом 1915 года Джордж Уолл был включён в 3-й батальон Королевского полка Шотландии, после чего направился в 11-й резервный батальон в Тейне, Шотландия, где прошёл основной курс боевой подготовки. В октябре 1915 года его батальон переместился в Каттерик, Йоркшир, а четыре недели спустя Уолл вернулся в Манчестер, после чего играл за «Манчестер Юнайтед» в военных турнирах. В марте 1916 года его батальон вернулся в Шотландию, расположившись в Данфермлине. 

## Достижения
Манчестер Юнайтед
- Чемпион Первого дивизиона (2): 1907/08, 1910/11
- Обладатель Кубка Англии: 1908/09
- Обладатель Суперкубка Англии (2): 1908, 1911
- Итого: 5 трофеев

## Статистика выступлений
| Клуб                 | Сезон            | Лига | Лига | Кубки | Кубки | Суперкубок Англии | Суперкубок Англии | Итого | Итого |
| Клуб                 | Сезон            | Игры | Голы | Игры  | Голы  | Игры              | Голы              | Игры  | Голы  |
| -------------------- | ---------------- | ---- | ---- | ----- | ----- | ----------------- | ----------------- | ----- | ----- |
| Барнсли              | 1903/04          | 16   | 4    | 0     | 0     | -                 | -                 | 16    | 4     |
| Барнсли              | 1904/05          | 28   | 6    | 1     | 0     | -                 | -                 | 29    | 6     |
| Барнсли              | 1905/06          | 31   | 14   | 4     | 1     | -                 | -                 | 35    | 15    |
| Барнсли              | Итого            | 75   | 24   | 5     | 1     | 0                 | 0                 | 80    | 25    |
| Манчестер Юнайтед    | 1905/06          | 6    | 3    | 0     | 0     | -                 | -                 | 6     | 3     |
| Манчестер Юнайтед    | 1906/07          | 38   | 11   | 2     | 2     | -                 | -                 | 40    | 13    |
| Манчестер Юнайтед    | 1907/08          | 36   | 19   | 4     | 3     | 2                 | 1                 | 42    | 23    |
| Манчестер Юнайтед    | 1908/09          | 34   | 11   | 6     | 0     | 0                 | 0                 | 40    | 11    |
| Манчестер Юнайтед    | 1909/10          | 32   | 14   | 1     | 0     | 0                 | 0                 | 33    | 14    |
| Манчестер Юнайтед    | 1910/11          | 26   | 5    | 3     | 1     | 0                 | 0                 | 29    | 6     |
| Манчестер Юнайтед    | 1911/12          | 33   | 3    | 6     | 1     | 1                 | 1                 | 40    | 5     |
| Манчестер Юнайтед    | 1912/13          | 36   | 10   | 5     | 2     | 0                 | 0                 | 41    | 12    |
| Манчестер Юнайтед    | 1913/14          | 29   | 11   | 1     | 0     | 0                 | 0                 | 30    | 11    |
| Манчестер Юнайтед    | 1914/15          | 17   | 2    | 1     | 0     | 0                 | 0                 | 18    | 2     |
| Манчестер Юнайтед    | Итого            | 287  | 89   | 29    | 9     | 3                 | 2                 | 319   | 100   |
| Олдем Атлетик        | 1919/20          | 40   | 4    | 1     | 0     | 0                 | 0                 | 41    | 4     |
| Олдем Атлетик        | 1920/21          | 34   | 8    | 1     | 0     | 0                 | 0                 | 35    | 8     |
| Олдем Атлетик        | Итого            | 74   | 12   | 2     | 0     | 0                 | 0                 | 76    | 12    |
| Гамильтон Академикал | 1921/22          | 34   | 6    | 1     | 0     | -                 | -                 | 35    | 6     |
| Гамильтон Академикал | Итого            | 34   | 6    | 1     | 0     | 0                 | 0                 | 35    | 6     |
| Рочдейл              | 1922/23          | 30   | 1    | 1     | 0     | 0                 | 0                 | 31    | 1     |
| Рочдейл              | Итого            | 30   | 1    | 1     | 0     | 0                 | 0                 | 31    | 1     |
| Всего за карьеру     | Всего за карьеру | 500  | 132  | 38    | 10    | 3                 | 2                 | 541   | 144   |